# Inglese tecnico semplificato
L'inglese tecnico semplificato, definito dalla norma ASD-STE100 Simplified Technical English (STE), è una specifica internazionale per la redazione di documentazione tecnica tramite l'utilizzo di un linguaggio controllato. Come linguaggio controllato, il STE è stato sviluppato nei primi anni ottanta (col nome di AECMA Simplified English) per aiutare i parlanti non madrelingua a comprendere in modo inequivocabile i manuali tecnici scritti in inglese. Inizialmente, il STE era applicabile ai testi relativi alla manutenzione di aerei civili. In seguito è diventato un requisito per progetti nel settore della difesa, compresi i veicoli terrestri e acquatici. Attualmente, il STE è ampiamente utilizzato per la redazione di manuali tecnici e di manutenzione anche in numerosi altri settori.

## Storia
I primi tentativi di creare una forma di inglese controllato risalgono agli anni trenta e settanta del secolo scorso, con il Basic English e il Caterpillar Fundamental English.
Nel 1979, i documenti del settore aerospaziale erano redatti in inglese americano (Boeing, Douglas, Lockheed, ecc.), in inglese britannico (Hawker Siddeley, British Aircraft Corporation, ecc.) e da aziende in cui gli autori non erano madrelingua inglese (Fokker, Aeritalia, Aerospatiale, oltre ad alcune aziende che all'epoca facevano parte dell'Airbus). Inoltre, alcune linee aeree europee avevano la necessità di tradurre parte della loro documentazione di manutenzione in altre lingue per i meccanici delle varie sedi.
Di conseguenza, le linee aeree europee si sono rivolte all'AECMA (European Association of Aerospace Industries) per richiedere ai produttori di valutare la possibilità di utilizzare una forma controllata di inglese. Nel 1983, dopo un'analisi delle diverse tipologie di linguaggi controllati esistenti negli altri settori, l'AECMA ha deciso di creare la propria varietà di inglese controllato. L'AIA (Aerospace Industries Association of America) è stata invitata a prendere parte al progetto.
Il risultato di questo lavoro di gruppo è stata l'emissione del documento di AECMA PSC-85-16598 (conosciuto col nome di AECMA Simplified English Guide) nel 1986.  Successivamente il documento è stato oggetto di modifiche: sono state emesse diverse edizioni e revisioni per arrivare all'attuale Issue 8 nell'aprile del 2021. A seguito della fusione di AECMA con altre due associazioni, nel 2004 è nata la Aerospace, Security and Defence Industries Association of Europe (ASD), e la specifica ha preso il nome ASD Simplified Technical English, Specification ASD-STE100. Il Simplified Technical English Maintenance Group (STEMG), un Gruppo di lavoro di ASD formatosi nel 1983, si occupa della manutenzione dell'ASD-STE100.
Il copyright di ASD-STE100 è di proprietà esclusiva di ASD.
La specifica è stata distribuita gratuitamente a partire dall'sdizione 6 del 2013. Nel corso degli anni, sono state distribuite più di 11.800 copie ufficiali delle Issue 6 e 7. Dalla pubblicazione dell'Issue 8 nell'aprile del 2021, sono state distribuite 3.200 copie ufficiali (dati aggiornati ad agosto 2022). Una nuova edizione viene in genere pubblicata ogni 3 anni.
È possibile richiedere una copia ufficiale gratuita della specifica ASD-STE100 attraverso il sito di ASD-STE100 e ASD-STAN.

## Vantaggi
Il Simplified Technical English può:
- ridurre l'ambiguità eliminando le barriere linguistiche
- migliorare la chiarezza dei testi tecnici, in particolare nei testi procedurali[9]
- migliorare la comprensione per i lettori non madrelingua inglese
- rendere la traduzione più semplice, veloce e vantaggiosa in termini di costi
- agevolare la traduzione assistita e la traduzione automatica
- migliorare le problematiche di affidabilità della manutenzione e del montaggio, riducendo le probabilità di introdurre difetti o rischi legati a fattori umani.

Tuttavia, la maggior parte di queste affermazioni provengono da persone coinvolte nello sviluppo, nell'implementazione o nel supporto alla specifica Senza il sostegno di terze parti o di studi scientifici pubblicati, queste affermazioni sono da considerarsi ufficiose.

## Struttura della specifica
La specifica ASD-STE100 Simplified Technical English è divisa in due parti:
1. Regole di scrittura
2. Dizionario

### Regole di scrittura
Le regole di scrittura distinguono due tipologie di argomenti: testi procedurali e descrittivi. Trattano anche aspetti relativi a grammatica e stile. Di seguito un elenco non esaustivo di alcuni dei concetti compresi nelle regole di scrittura:
- Utilizzare le parole approvate e solo per la parte del discorso e il significato riportati nel dizionario.
- Rendere le istruzioni il più chiare e specifiche possibile.
- Non scrivere sintagmi nominali con più di tre parole.
- Utilizzare le forme del verbo approvate per comporre i seguenti tempi:
  - Infinito
  - Imperativo
  - Presente
  - Passato remoto
  - Participio passato (solo con valore aggettivale)
  - Futuro
- Non utilizzare gli ausiliari per creare strutture verbali complesse.
- Utilizzare la forma in "-ing" dei verbi solo quando sono utilizzati come tecnicismi nominali o come modificatore di un tecnicismo nominale.
- Non utilizzare la forma passiva nelle procedure.
- Utilizzare il più possibile la forma attiva nei testi descrittivi.
- Scrivere frasi brevi: non più di 20 parole nelle istruzioni (procedure) e non più di 25 parole nei testi descrittivi.
- Non omettere parti della frase (p.es. verbo, soggetto, articolo) per abbreviare il testo.
- Utilizzare elenchi verticali per testi complessi.
- Scrivere una sola istruzione per frase.
- Trattare un solo argomento per paragrafo.
- Non scrivere più di 6 frasi in ogni paragrafo.
- Iniziare le istruzioni di sicurezza con un comando o una condizione chiari.

### Dizionario
La seguente tabella è un estratto da una pagina del dizionario ASD-STE100:
| Word (Part of speech) | Approved meaning/ ALTERNATIVES              | APPROVED EXAMPLE                                                                  | Not approved example                                            |
| acceptance (n)        | ACCEPT (v)                                  | BEFORE YOU ACCEPT THE UNIT, DO THE SPECIFIED TEST PROCEDURE.                      | Before acceptance of unit, do the specified test procedure.     |
| ACCESS (n)            | The ability to go into or near.             | GET ACCESS TO THE ACCUMULATOR FOR THE NO. 1 HYDRAULIC SYSTEM.                     |                                                                 |
| accessible (adj)      | ACCESS (n)                                  | TURN THE COVER UNTIL YOU CAN GET ACCESS TO THE JACKS THAT HAVE "+" AND "-" MARKS. | Rotate the cover until the jacks marked + and - are accessible. |
| ACCIDENT (n)          | An occurrence that causes injury or damage. | MAKE SURE THAT THE PINS ARE INSTALLED TO PREVENT ACCIDENTS.                       |                                                                 |

Legenda delle quattro colonne:
Word (part of speech) – Questa colonna contiene informazioni sulla parola e la relativa parte del discorso. Ogni parola approvata nel STE può avere un solo significato ed essere riferita ad una sola parte del discorso. Per esempio, la parola "test" è approvata solo come sostantivo (the test), ma non come verbo (to test). Ci sono pochissime eccezioni al principio "Una parola, una parte del discorso, un significato".
Approved meaning/ALTERNATIVES - Questa colonna riporta il significato (o la definizione) accettata per una parola approvata nel STE. Nella tabella, "ACCESS" e "ACCIDENT" sono approvate (e scritte in maiuscolo). Il testo delle definizioni non è scritto seguendo le regole del STE. Se un significato non è indicato nel dizionario, la parola non può essere utilizzata con quell'accezione. Utilizzare una parola alternativa. Questa colonna riporta parole alternative approvate che possono essere utilizzate al posto delle parole non approvate (scritte in minuscolo, come acceptance e accessible nella tabella di esempio). Le alternative sono riportate in maiuscolo e sono solo un suggerimento. È possibile che l'alternativa consigliata per una parola non approvata appartenga a un'altra parte del discorso. Di solito, la prima alternativa consigliata appartiene alla stessa parte del discorso della parola non approvata.
APPROVED EXAMPLE - Questa colonna mostra come utilizzare la parola approvata, o come utilizzare l'alternativa approvata (solidamente si tratta di una sostituzione parola per parola). Mostra anche come mantenere lo stesso significato utilizzando una costruzione diversa. Non è obbligatorio utilizzare la stessa costruzione che si trova negli esempi approvati. Gli esempi indicano solo uno dei metodi possibili per scrivere le stesse informazioni utilizzando le parole approvate. Spesso è possibile esprimere lo stesso concetto utilizzando costruzioni diverse con altre parole approvate.
Not approved example - Questa colonna (testo tutto minuscolo) riporta esempi che mostrano come le parole non approvate siano spesso utilizzate nei documenti tecnici standard. Gli esempi permettono di comprendere come utilizzare le alternative approvate e/o costruzioni diverse per esprimere lo stesso concetto. Questa colonna rimane vuota per le parole approvate. A volte è presente un simbolo di aiuto (una lampadina) collegato ad altri significati o regole.
Il dizionario include voci sia per parole approvate, sia per quelle non approvate. Le parole approvate possono essere utilizzate solo con il significato specificato. Per esempio, la parola close (v) può essere utilizzata con uno di questi due significati:
1. Avvicinare o spostare in una posizione che fermi o impedisca ai materiali di entrare o fuoriuscire
2. Azionare un interruttore automatico per creare un circuito elettrico

Il verbo può esprimere to close a door o to close a circuit, ma non può essere utilizzato con altre connotazioni (per esempio to close the meeting o to close a business). L'aggettivo close appare nel dizionario come parola non approvata, con NEAR come alternativa approvata. Il STE pertanto non ammette do not go close to the landing gear, ma accetta do not go near the landing gear. Oltre al vocabolario generico STE indicato nel dizionario, la Sezione 1 "Parole" offre linee guida specifiche per l'utilizzo di tecnicismi nominali e tecnicismi verbali da parte degli autori per fornire informazioni tecniche. Parole, sintagmi nominali, o verbi quali grease, discoloration, propeller, aural warning system, overhead panel, to ream e to drill non sono indicati nel dizionario, ma sono termini approvati secondo quanto indicato nella Parte 1, Sezione 1 (nello specifico, regole di scrittura 1.5 e 1.12).

## Standard per l'industria aerospaziale e della difesa
Spesso si utilizza Simplified Technical English come termine generico per indicare un linguaggio controllato. La specifica per l'industria aerospaziale e della difesa è nata come uno standard di settore per la stesura di documentazione di manutenzione aerospaziale, ma è diventata un requisito obbligatorio per un numero sempre maggiore di veicoli militari terrestri e acquatici, e di programmi relativi ad armi. Sebbene inizialmente non fosse stato pensato come uno standard di scrittura generale, è stato adottato con successo in altri settori e per numerose tipologie di documenti. Nel Plain English, creato dal Governo degli Stati Uniti, le limitazioni relative all'utilizzo di certi termini non sono severe quanto quelle dello standard aerospaziale, ma rappresentano un tentativo di creare uno standard di scrittura più generico.
La specifica ASD-STE100 contiene una serie di limitazioni relative a grammatica e stile per testi procedurali e descrittivi (53 regole). Contiene anche un dizionario di circa 860 termini approvati, di carattere generale. Gli autori hanno linee guida per l'utilizzo di tecnicismi nominali e tecnicismi verbali nei loro documenti (solo se questi termini possono rientrare in una delle categorie definite).
Dal 1986, il STE è diventato un requisito della Specifica ATA i2200 (ex ATA100) e ATA104 (Training). L'utilizzo del STE è anche un requisito della Specifica S1000D. La European Defence Standards Reference (EDSTAR) consiglia l'utilizzo del STE come uno degli standard di buona pratica per la redazione di documentazione tecnica da applicare negli accordi militari da parte di tutti gli Stati membri facenti parte di EDA.
Oggi il successo del STE è talmente vasto che molti settori lo utilizzano al di fuori dello scopo originario per la documentazione manutentiva e fuori dall'ambito aerospaziale e della difesa. Viene utilizzato con successo in settori quali automotive, energie rinnovabili, logistica offshore e sta prendendo sempre più campo anche nei settori dei dispositivi medici e farmaceutici. L'interesse nei confronti di STE cresce anche all'interno del mondo accademico (Ingegneria dell'informazione e Linguistica computazionale e applicata).

## Strumenti
Boeing ha sviluppato il Boeing Simplified English Checker (BSEC). Questo correttore basato sulla linguistica utilizza un sofisticato parser inglese con 350 regole, integrato con funzioni speciali che individuano le violazioni alla specifica del Simplified Technical English.
HyperSTE è un plugin offerto da Etteplan per verificare che il contenuto del documento rispetti le regole e la grammatica della specifica.
Congree offre un Simplified Technical English Checker basato su algoritmi linguistici. Supporta tutte le regole della Issue 7 del Simplified Technical English relative alla composizione del testo e fornisce un dizionario integrato per il Simplified Technical English.
Il correttore terminologico di TechScribe per la specifica ASD-STE100 aiuta gli autori a individuare i testi che violano le regole dell'ASD-STE100.